# Oberea perspicillata
Oberea perspicillata là một loài bọ cánh cứng trong họ Cerambycidae.